# Мунтжак індійський
Мунтжак індійський (лат. Muntiacus muntjak) — вид парнокопитних ссавців родини оленеві (Cervidae).

## Поширення
Мунтжак індійський поширений у Південно-Східній Азії від півострова Індостан і острова Цейлон на заході, Південного Китаю та острова Тайвань на півночі до Малакки, островів Ява, Суматра, Калімантан на півдні.

## Опис
Має довжину тіла 89-135 см, довгий хвіст- 13-23 см, висоту в холці 40-65 см і масу 15-35 кг. Пеньки рогів покриті шерстю, дуже довгі, вони далеко виступають за задній край черепа. Самі роги короткі, приблизно рівні пенькам, мають
вигляд простої вилки, іноді з додатковими
гілками і двома
кінцевими відростками. Шерсть коротка, блискуча, коричнево-руда, різних відтінків. Молоді тварини — плямистого забарвлення.

## Спосіб життя
Мунтжак індійський населяє тропічні і субтропічні ліси, надає перевагу густим
чагарниковим і трав'янистим зарості по узліссях, галявинах, берегах річок і струмків, де прокладають стежки. Найчастіше вдається
чути гучні, короткі, гавкаючі голоси звірків, ніж побачити їх.
Мунтжаки живуть
поодинці або парами, не утворюючи стад. Вони прив'язані до ділянок проживання; складна система стежок в заростях допомагає їм уникати небезпеки. Ці олені живляться трав'янистими рослинами і листям чагарників. Своїм довгим
язиком (висовуючи язик, мунтжак дістає ним до
очей) вони зривають
листя з кущів.

## Рожмноження
Під час гону між самцями бувають бійки; б'ються вони довгими верхніми іклами, завдаючи глибокі рани один одному. У тропічному поясі гон буває в усі
сезони року, у мунтжаків, що живуть в північних частинах ареалу, зазвичай в січні-лютому. Вагітність
триває близько 180 діб. Самки приносять одного, рідко двох плямистих дитинчат, масою про 550—700 г. Мати довго ховає малюка в густих заростях, і тільки коли дитинча зміцніє, він починає супроводжувати матір, проте при небезпеці не біжить за матір'ю, а ховається на місці, розпластавшись на землі.
У мунтжаків багато ворогів, починаючи з тигра і димчастого леопарда до хижих птахів і пітонів, які полюють за молодими тваринами.